# IC 1651
IC 1651 је појединачна звијезда у сазвјежђу Кит која се налази на листи објеката дубоког неба у Индекс каталогу.
Деклинација објекта је + 2° 4' 22" а ректасцензија 1h 13m 27,5s.